# Sector Feria Pinto

Edificio Marsano entre Av. Barros Arana, calle Lautaro y Av. Aníbal Pinto.

El sector Feria Pinto está ubicado en la ciudad de Temuco, Chile. Se emplaza entre las calles Tucapel por el norte, Manuel Antonio Matta por el poniente, Lautaro por el sur, y David Perry y la avenida Barros Arana por el oriente. Aunque para muchos habitantes de la ciudad, su ubicación podría aumentar algunas manzanas más debido al comercio que gira en torno a la Feria Pinto, ubicado en el corazón del sector.

## Sitios de interés

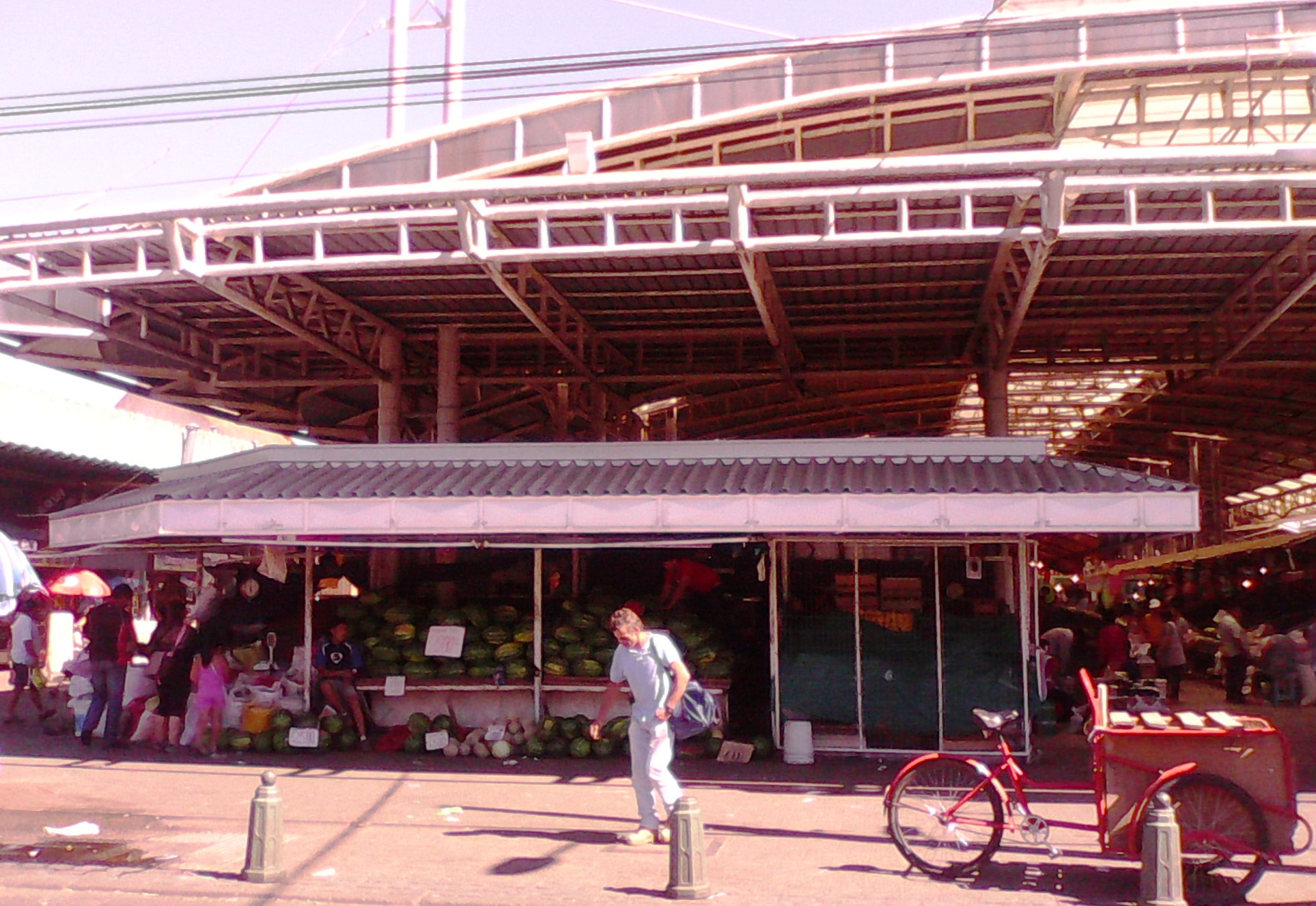
Feria Pinto. Esquina de la avenida Aníbal Pinto con Balmaceda.

### Feria Pinto

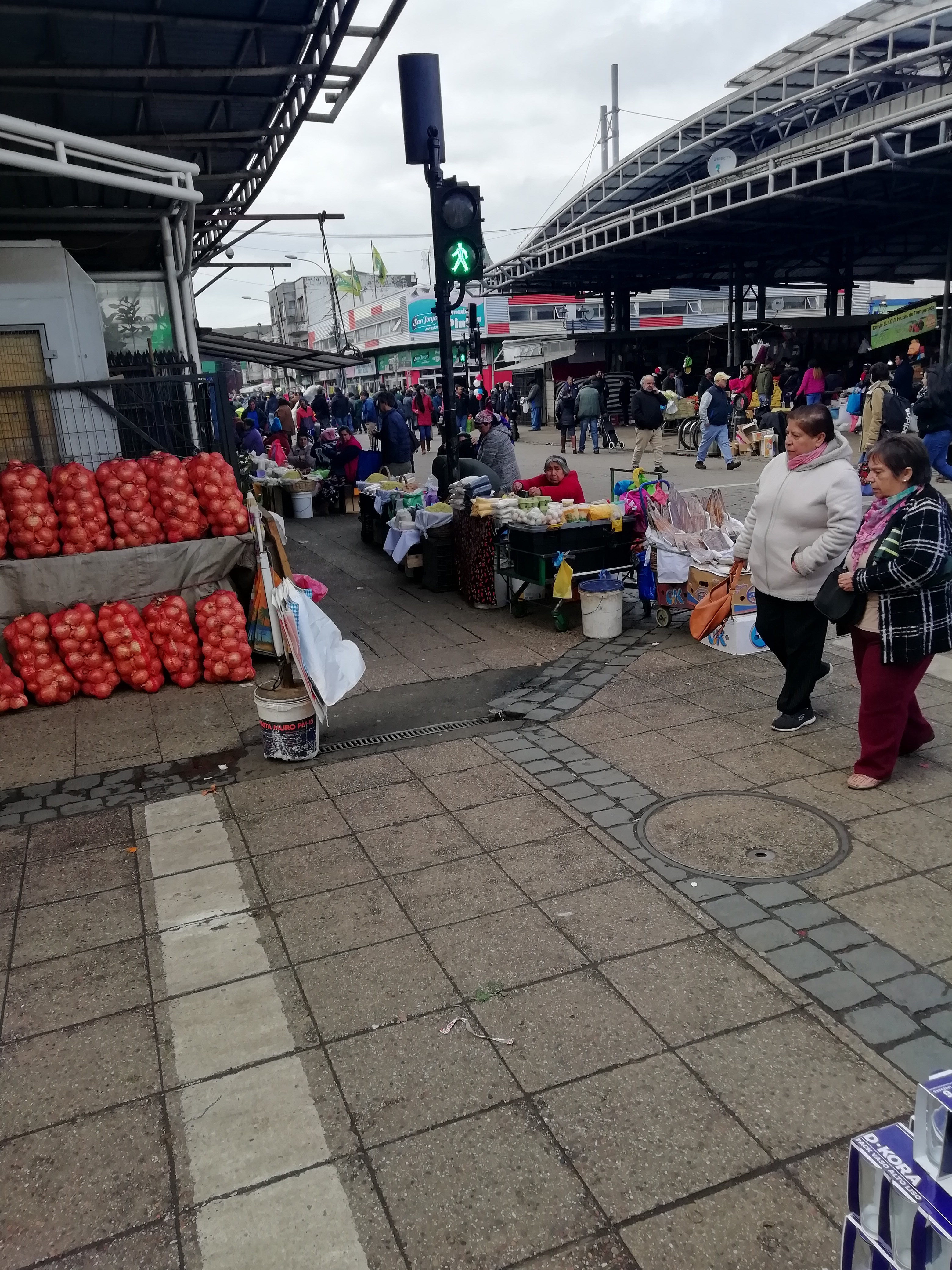
Feria Pinto en calle Miraflores

Mercado tradicional ubicado en la avenida Aníbal Pinto, frente a la estación de ferrocarriles de Temuco. Allí se ofrecen productos agropecuarios y artesanía.

### Edificio Marsano
Fue diseñado por Bernardo Buscaglione Bertini y construido en 1926. Al principio, funcionó como hotel. En él, se alojaron los presidentes Arturo Alessandri, Eduardo Frei Montalva y Salvador Allende. Actualmente, en su primera planta, hay locales comerciales.
En 2014, se anunció que el Ministerio de Vivienda y Urbanismo y la Escuela de Arquitectura de la Universidad Mayor harían un estudio para postularlo como Monumento Nacional. A principios de 2015, el documento fue presentado ante el Consejo de Monumentos Nacionales, quien deberá aceptar o rechazar la solicitud.

### Otros hitos urbanos
En este sector también se encuentran el Terminal de Buses Rurales, la Escuela D-534 Estándar, la Casa Fierro y la feria comunal.